# Brabant-Septentrional
Pour les articles homonymes, voir Brabant.
Le Brabant-Septentrional ou Brabant-du-Nord (Noord-Brabant en néerlandais ; Noord-Braobant en brabançon) est la troisième plus grande province des Pays-Bas, située dans leur partie sud. Il couvre une superficie de 5 082,06 km2 dont 4 905,46 km2 de terres. Voisine des provinces néerlandaises de Limbourg, Gueldre, Hollande-Méridionale et Zélande, ainsi que des provinces belges d'Anvers et de Limbourg, il compte des villes importantes telles que Bois-le-Duc, son chef-lieu, Eindhoven, Tilbourg, Bréda, Oss, Helmond, Waalwijk, Oosterhout, Berg-op-Zoom et Rosendael.
Ces villes jouent un rôle important dans l'évolution de l'industrie néerlandaise et se trouvent ainsi dans la métropole de la Brabantse Stedenrij (qu'on peut traduire par "Rangée urbaine brabançonne"), comparable toutes proportions gardées à la Randstad ou à la Ruhr (Allemagne). Cependant, contrairement à la Randstad, qui s'étend sur quatre provinces de l'ouest des Pays-Bas, seules les villes de la province même composent cette association. La Brabantse Stedenrij compte plus de 2 millions d'habitants, soit près de la quasi-totalité de la population de la province.

## Histoire
Le territoire correspondant à l'actuelle province néerlandaise du Brabant-Septentrional faisait jusqu'au XVIIe siècle partie du duché de Brabant, dont la majeure partie se trouve aujourd'hui en Belgique. Le duché de Brabant (capitale : Bruxelles) a connu un âge d'or aux XIVe, XVe et XVIe siècles, particulièrement dans les villes d'Anvers, Louvain, Bréda et Bois-le-Duc. 

### La période de la guerre de Quatre-Vingts Ans (1568-1648)
La séparation du Brabant septentrional a lieu au cours de la guerre de Quatre-Vingts Ans (1568-1648), opposant le roi d'Espagne (souverain, par héritage des ducs de Bourgogne, des Pays-Bas à partir de Charles Quint) et les insurgés des Dix-sept provinces des Pays-Bas, dirigés au départ par Guillaume d'Orange (« le Taciturne »). 
Après la déposition de Philippe par l'acte de la Haye (26 juillet 1581) et la prise de Tournai (30 novembre 1581), le Brabant et la Flandre sont le théâtre de combats entre les insurgés (le plus souvent protestants) et les troupes espagnoles, qui contrôlent les provinces de l'union d'Arras (1579), le Hainaut et l'Artois. Les Espagnols réussissent à reprendre la Flandre et la plus grande partie du Brabant, mais ne pourront pas aller plus loin (notamment en Hollande et Zélande, les deux provinces essentielles de la rébellion antiespagnole). 
En 1648, lors des accords de la paix de Westphalie, qui met fin à la guerre de Trente Ans, le roi d'Espagne reconnait aussi par le traité de Munster (janvier 1648) l'indépendance de la République des Sept Provinces-Unies des Pays-Bas, qui était indépendante de facto depuis très longtemps (création de la Compagnie néerlandaise des Indes orientales en 1602).

### Des Provinces-Unies au royaume des Pays-Bas (1648-1830)
La partie nord du Brabant reste alors aux Provinces-Unies : ce n'est cependant pas une des sept provinces, mais un pays de la Généralité, administré par les États généraux des Provinces-Unies, et non pas par ses propres États provinciaux, en raison de la forte proportion de catholiques dans la population. 
Les tentatives visant à convertir la population au protestantisme vont cependant échouer : la Brabant du nord reste catholique dans un pays qui est très fortement calviniste. Il va surtout servir de zone tampon face aux Espagnols, puis aux Autrichiens (en 1713, les Pays-Bas espagnols sont attribués à la maison des Habsbourg d'Autriche par le traité d'Utrecht). 
Les choses changent après la conquête française en 1795. Les Provinces-Unies deviennent la République batave, dont le Brabant des États devient une province, le « Brabant batave ». Un nouveau changement intervient en 1806 lorsque la République batave est annexée à l'empire français par Napoléon et est donc divisée en départements, notamment celui des Bouches-du-Rhin (chef-lieu : Bois-le-Duc).
Après la chute de Napoléon en 1815, les anciens territoires des Pays-Bas autrichiens, de la principauté de Liège et des Provinces-Unies sont fusionnés dans le cadre du royaume uni des Pays-Bas, dans lequel le Brabant est divisé en trois provinces : Brabant-Septentrional, province d'Anvers et Brabant-Méridional. 
Lorsque éclate la révolution belge de 1830, la population (à 90 % catholique) du Brabant-Septentrional a une certaine sympathie pour la cause belge, mais les autorités hollandaises n'ont pas de difficulté à la maintenir sous leur autorité.

### La période contemporaine (depuis 1830)
À partir de la fin du XIXe siècle, la région s'industrialise. L'industrie textile est importante à Tilbourg et à Helmond, tandis que, plus récemment, Eindhoven devient la cinquième ville des Pays-Bas grâce aux entreprises Philips et DAF. 
Bréda et Bois-le-Duc sont encore marquées par leur passé de villes de garnison, comme en témoignent les nombreuses casernes de ces deux communes.

## Géographie

### Territoire
Le Brabant-Septentrional couvre approximativement les pays historiques suivants :
- la majeure partie du Brabant des États :
  - le bailliage de Bois-le-Duc (meierij van 's-Hertogenbosch) ;
  - le pays de Cuijk et la ville de Grave ;
  - le marquisat de Berg-op-Zoom (markiezaat van Bergen op Zoom) ;
  - la baronnie de Bréda (baronie van Breda) ;
  - la seigneurie de Steenbergen (heerlijkheid Steenbergen) ;
  - la seigneurie de Willemstad ;
  - le Prinsenland ;
- les Pays cédés (gecedeerde Landen) :
  - le comté de Megen (graafschap Megen) ;
  - le comté de Bokhoven ;
  - la seigneurie de Boxmeer ;
  - la seigneurie de Ravenstein ;
  - la commanderie de Gemert (commanderij Gemert) ;
  - Oeffelt ;
  - Luyksgestel ;
  - Huijbergen.

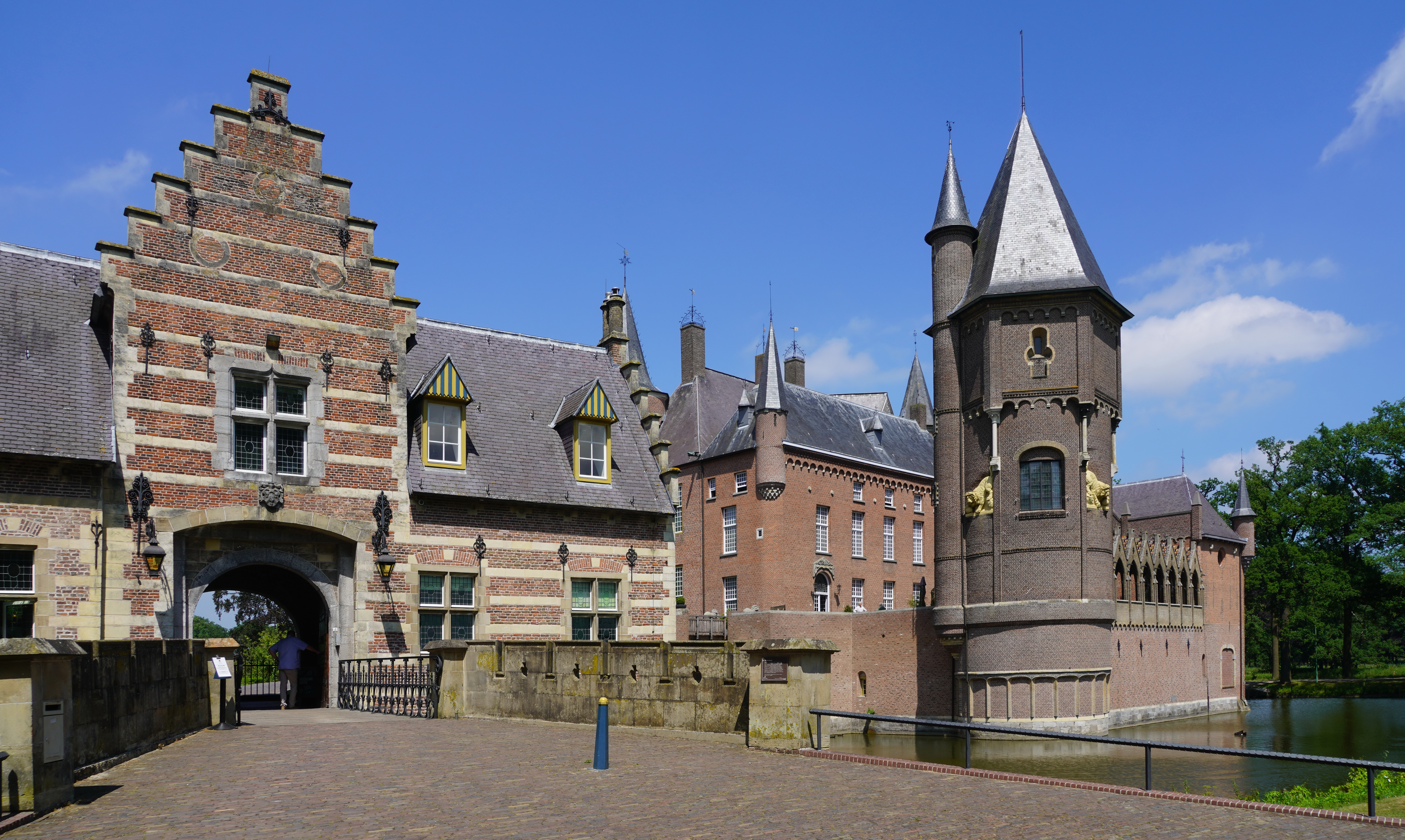
Château de Heeswijk, construit entre 1156 et 1387.
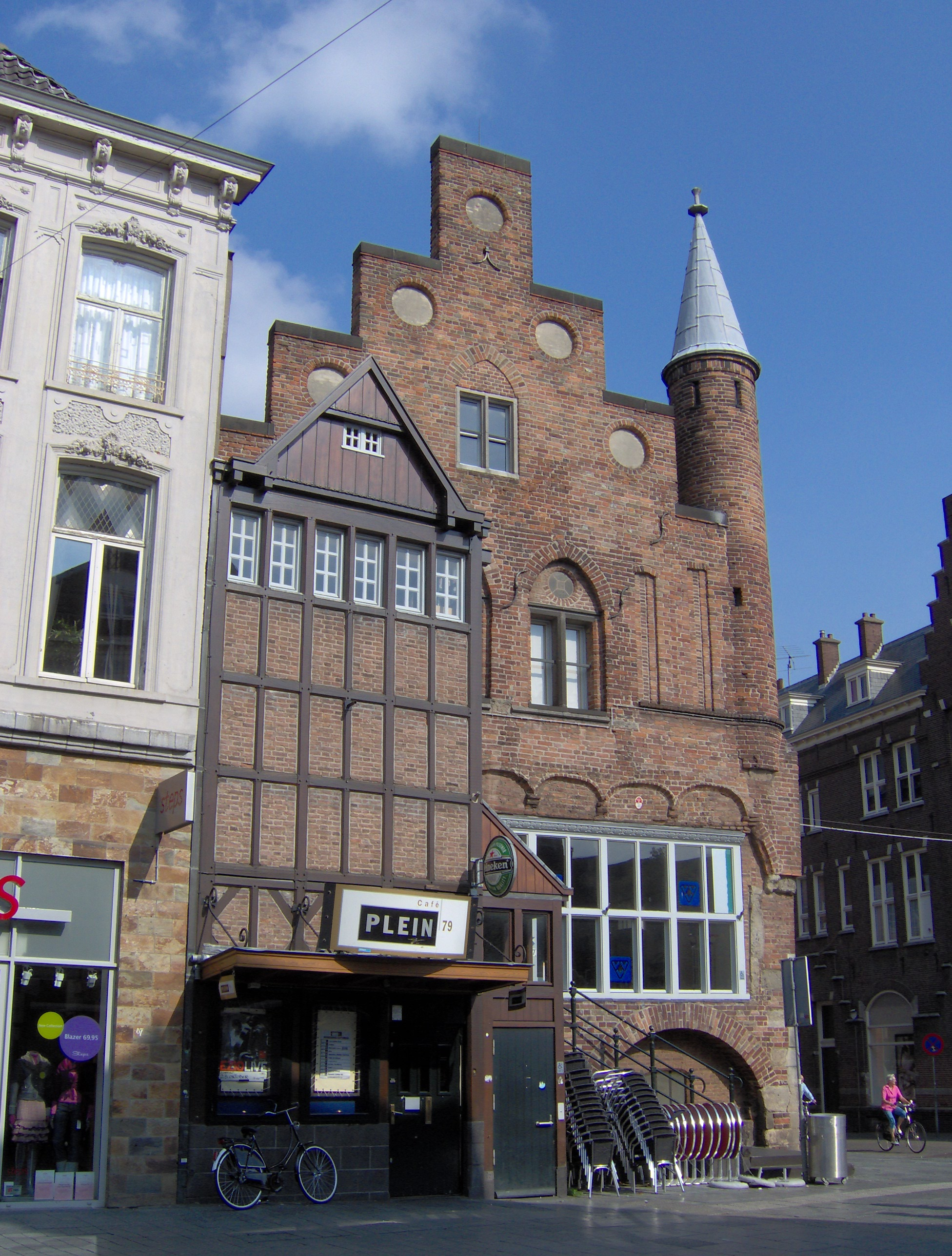
De Moriaan à Bois-le-Duc, construit entre 1201 et 1300.
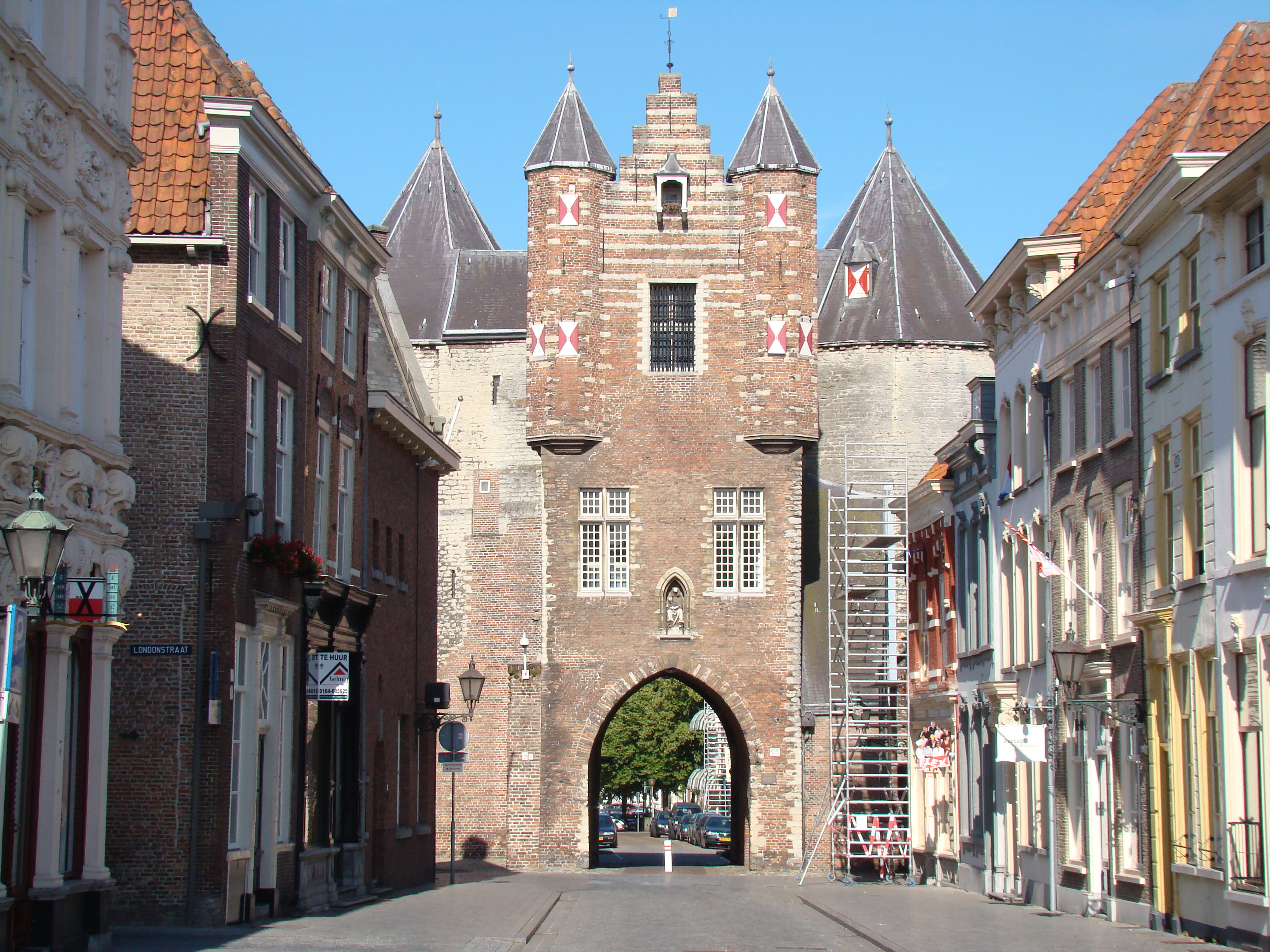
De Gevangenispoort à Berg-op-Zoom, construite entre 1301 et 1400.
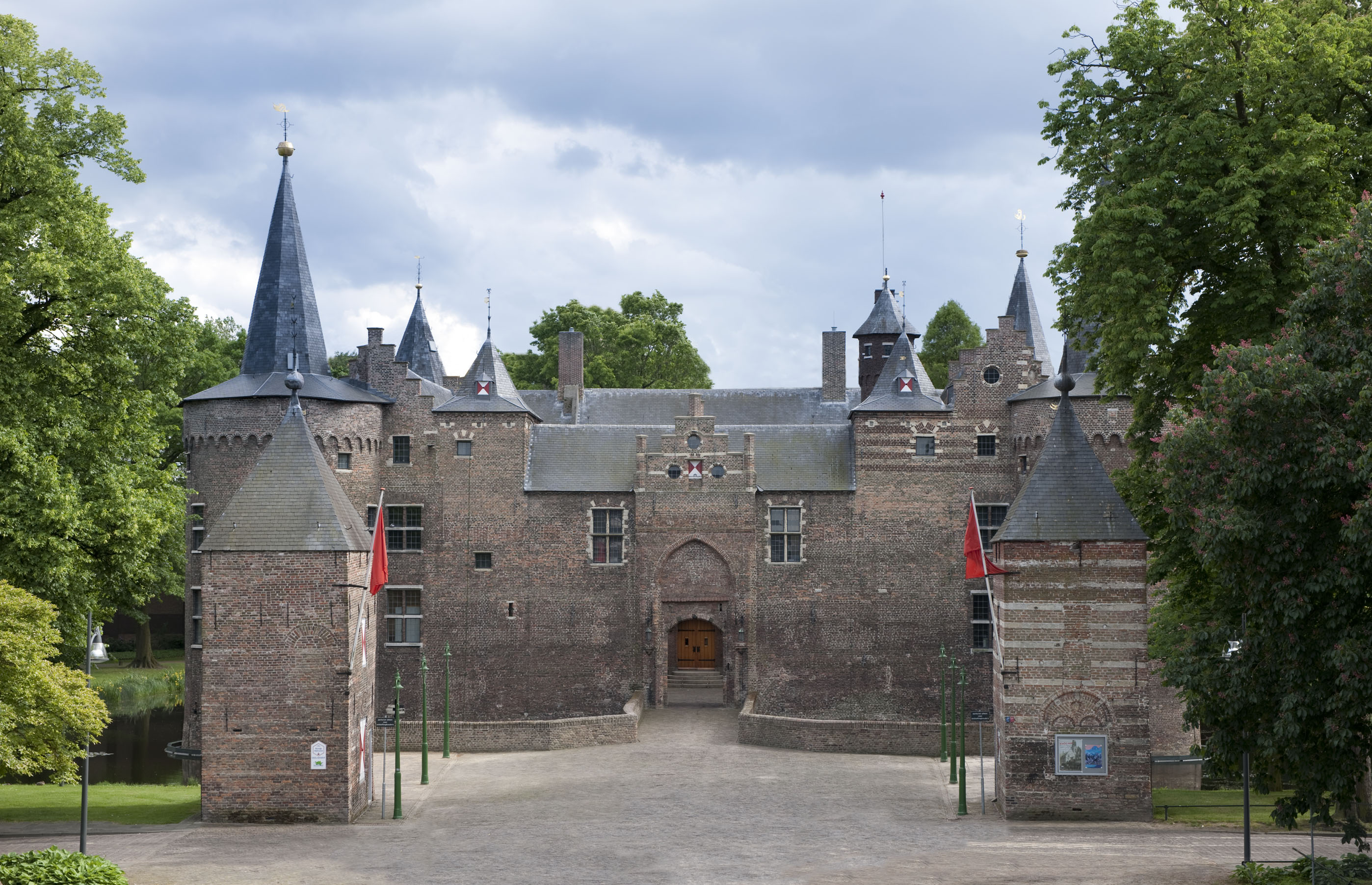
Le château de Helmond, construit entre 1325 en 1400.
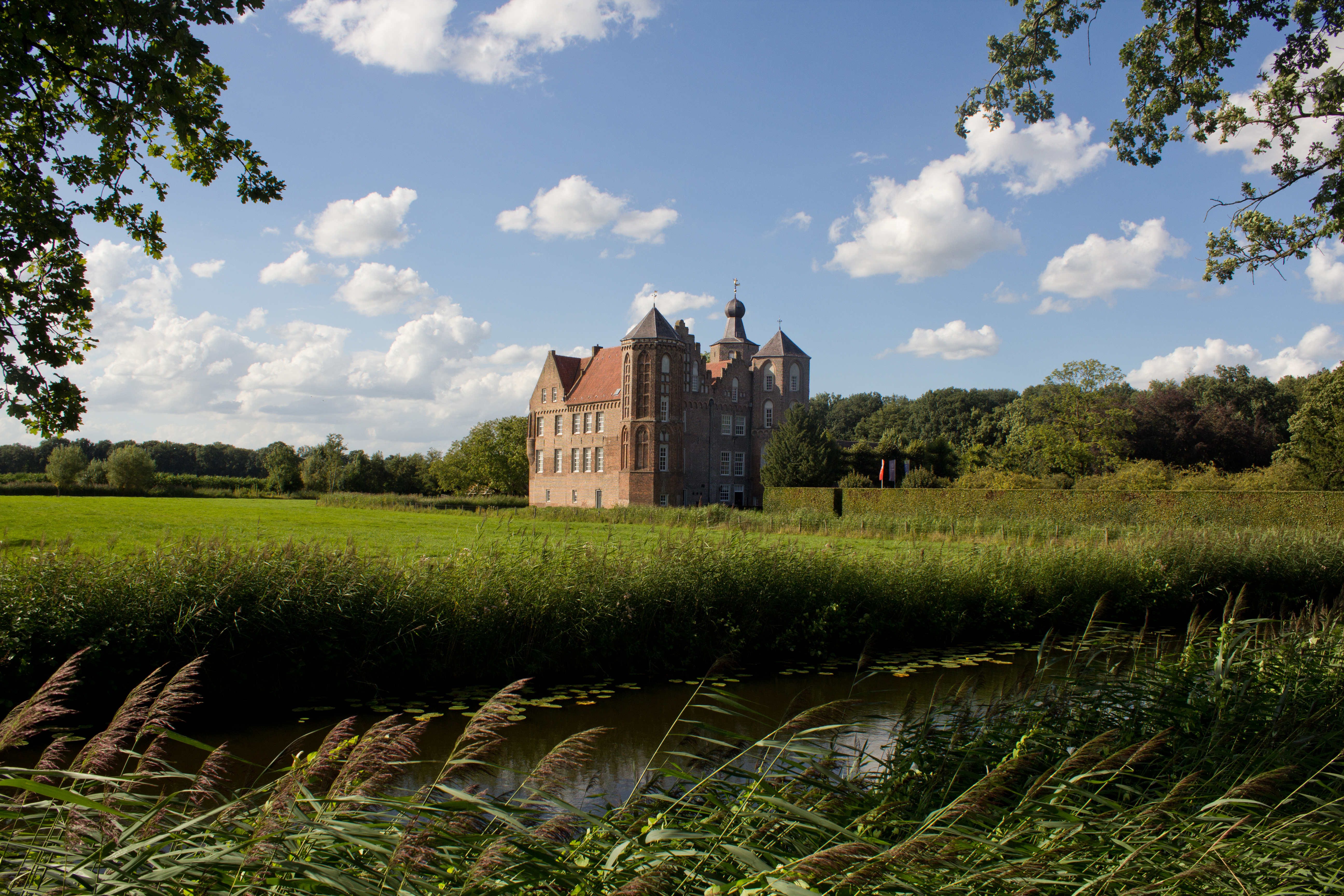
Le château Croy à Aarle-Rixtel (Laarbeek), construit entre 1401 et 1450.
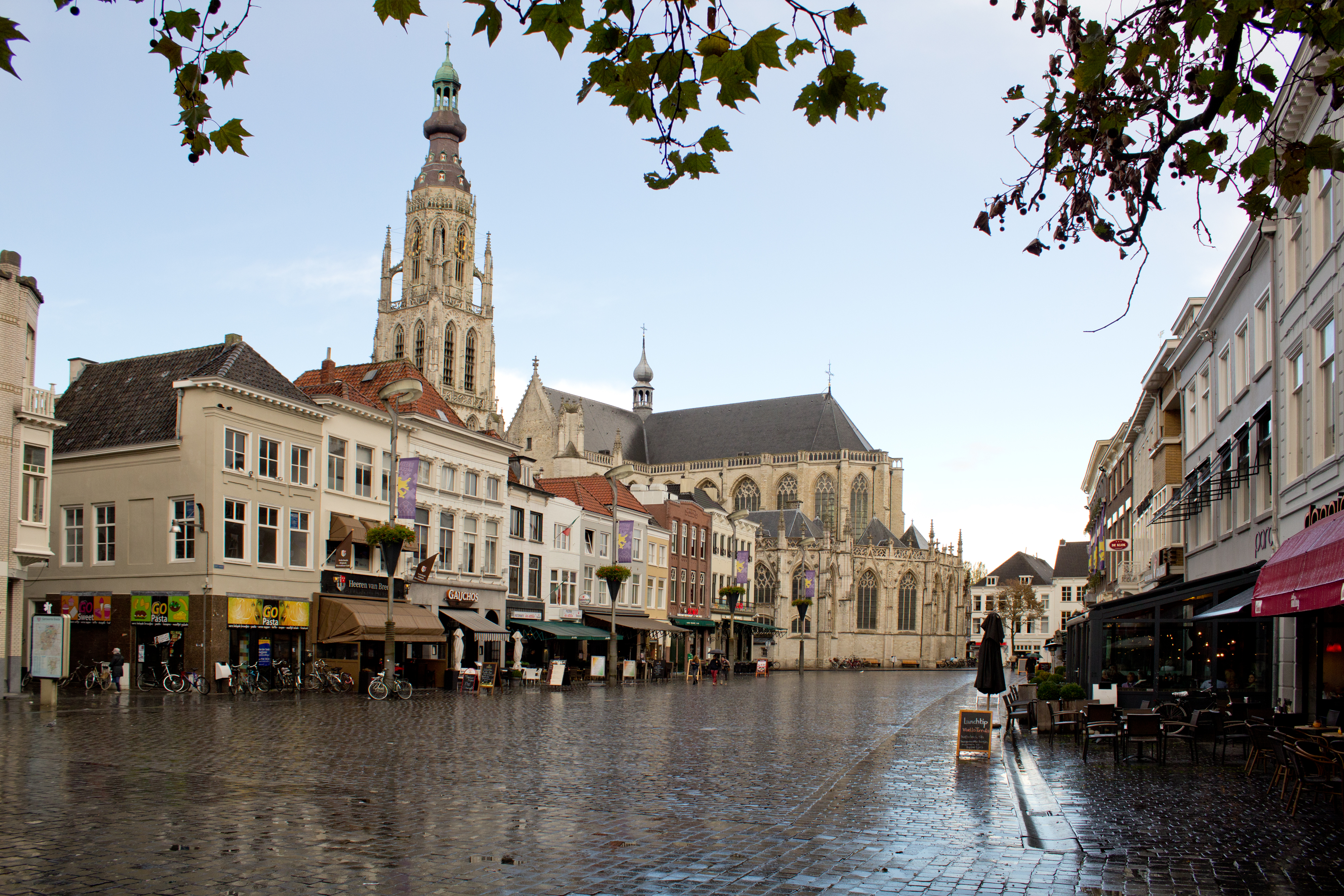
L'église Notre-Dame de Bréda, construite de 1410 à 1547.
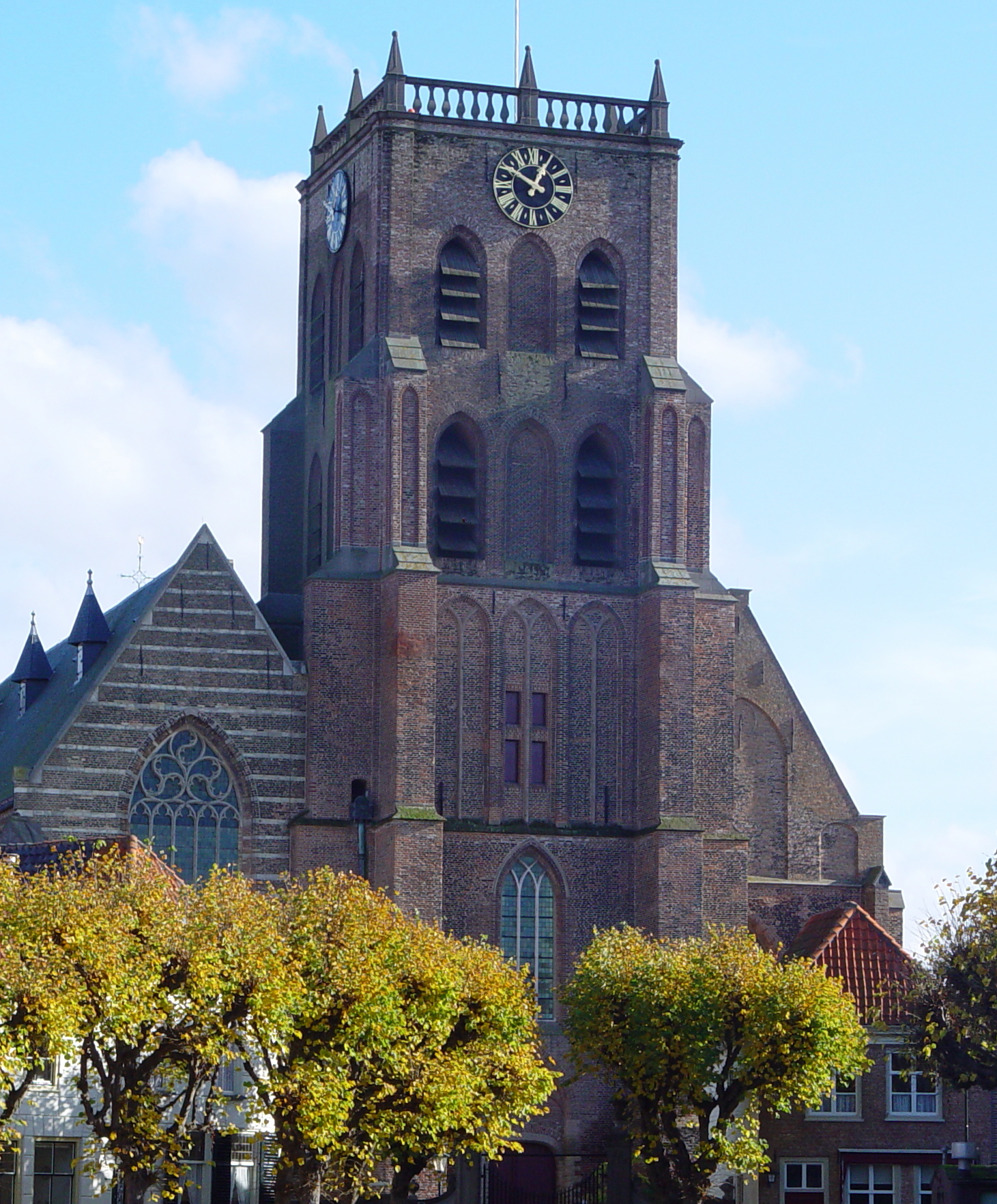
La Geertruidskerk de Mont-Sainte-Gertrude, construite entre 1421 et 1500.
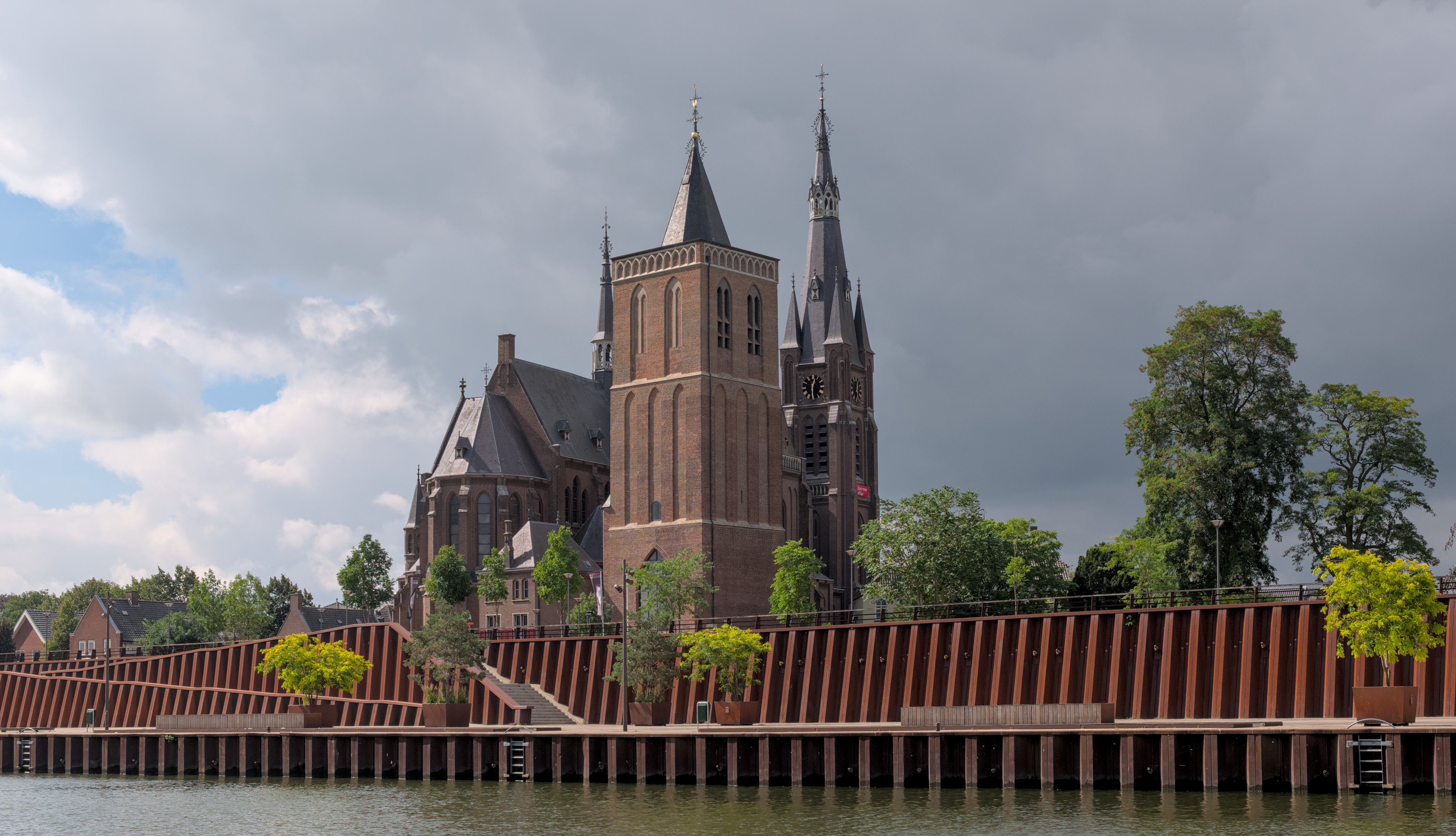
La Sint Martinuskerk de Cuijk.

### Communes

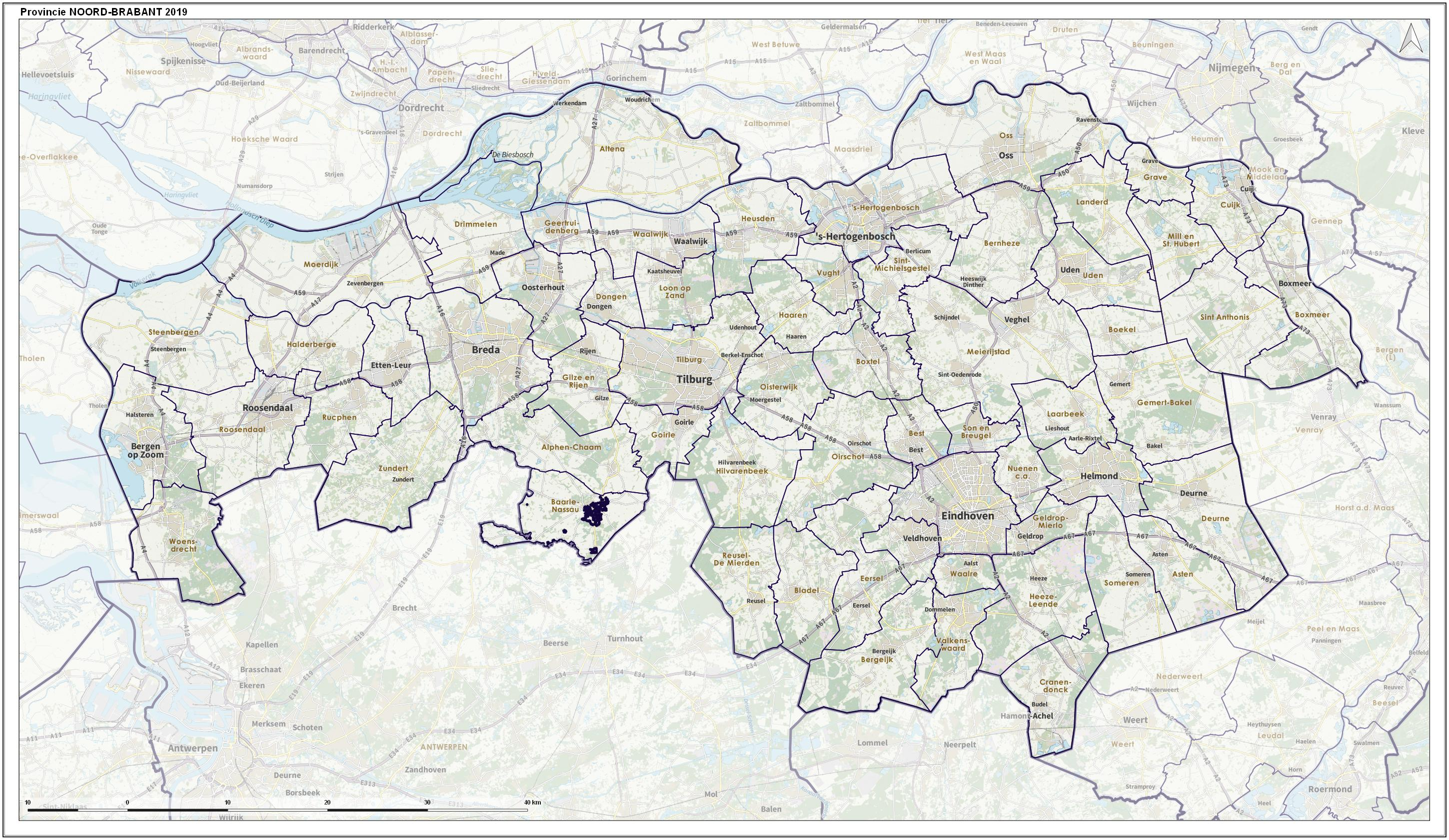
Communes du Brabant-Septentrional (2019).

Le Brabant-Septentrional est découpé depuis 2021, date de la disparition de la commune de Haaren, en 61 communes, le plus grand nombre pour une province aux Pays-Bas, devant la Hollande-Méridionale :
| - Alphen-Chaam - Altena - Asten - Baerle-Nassau (Baarle-Nassau) - Bergeijk - Berg-op-Zoom (Bergen op Zoom) - Bernheze - Best - Bladel - Boucle (Boekel) - Bois-le-Duc ('s-Hertogenbosch) - Boxmeer - Boxtel - Bréda (Breda) - Cranendonck - Cuijk - Deurne - Dongen - Drimmelen - Eersel - Eindhoven | - Etten-Leur - Geldrop-Mierlo - Gemert-Bakel - Gilze en Rijen - Goirle - Grave - Halderberge - Heeze-Leende - Helmond - Heusden - Hilvarenbeek - Laarbeek - Landerd - Loon op Zand - Meierijstad - Mill en Sint Hubert - Moerdijk - Mont-Sainte-Gertrude (Geertruidenberg) - Nuenen, Gerwen en Nederwetten - Oirschot | - Oisterwijk - Oosterhout - Oss - Reusel-De Mierden - Rosendaël (Roosendaal) - Rucphen - Saint-Michel-Gestel (Sint-Michielsgestel) - Sint Anthonis - Someren - Son en Breugel - Steenbergen - Tilbourg (Tilburg) - Uden - Valkenswaard - Veldhoven - Vught - Waalre - Waalwijk - Woensdrecht - Zundert |

## Politique

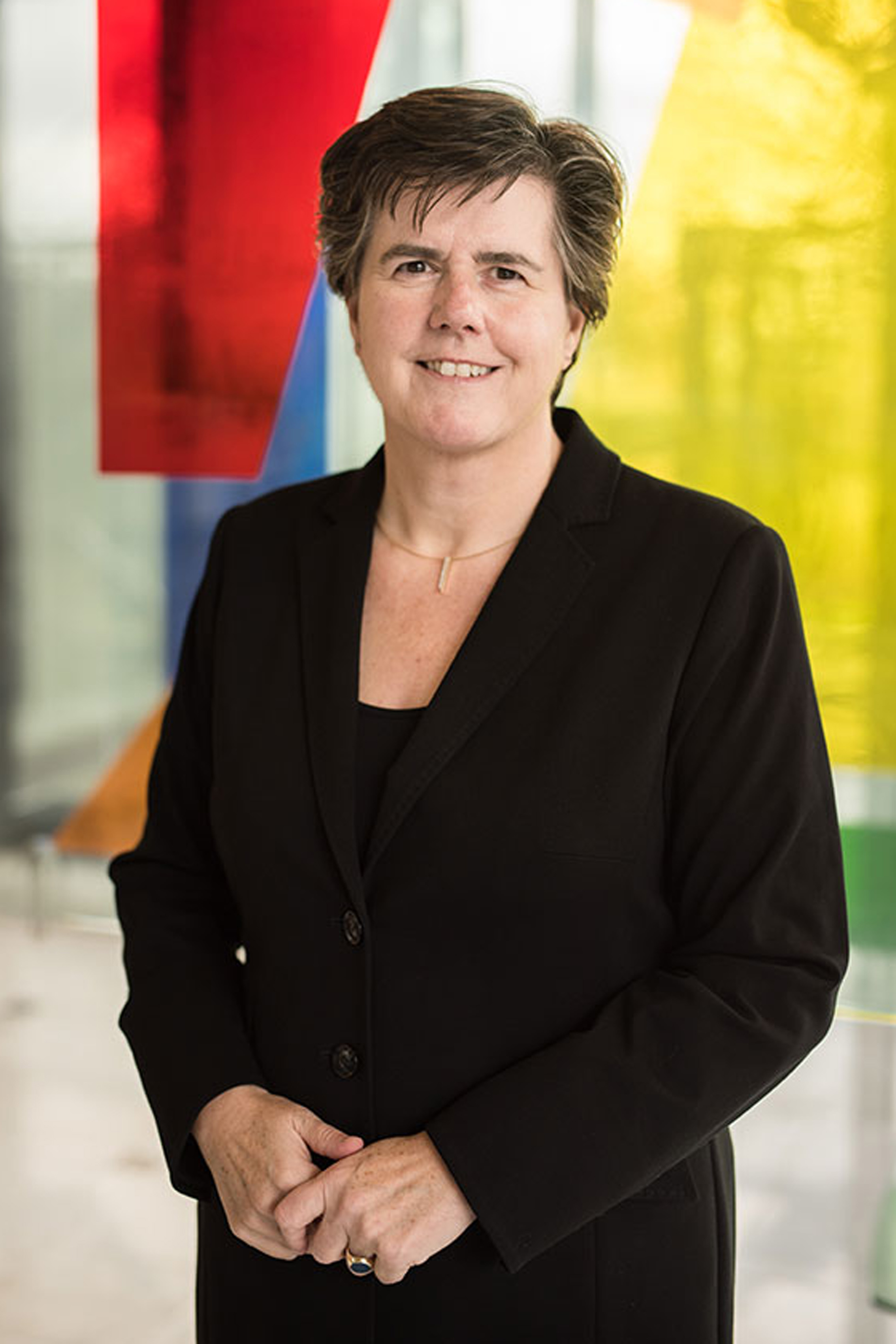
Ina Adema, commissaire du Roi au Brabant-Septentrional.

Les États provinciaux du Brabant-Septentrional comptent 55 sièges. Lors des élections provinciales de 2019, le Parti populaire pour la liberté et la démocratie (VVD) remporte 10 sièges, suivi du Forum pour la démocratie (FvD) avec 9 sièges et l'Appel chrétien-démocrate (CDA) avec 8 sièges. Depuis 2020, Ina Adema (VVD) est commissaire du Roi.

## Démographie
La démographie au Brabant-Septentrional évolue depuis 1960 comme suit :
|            | 31/12/1960 | 31/12/1970 | 31/12/1980 | 31/12/1990 | 31/12/2000 | 31/12/2010 | 31/12/2020 |
| ---------- | ---------- | ---------- | ---------- | ---------- | ---------- | ---------- | ---------- |
| Population | 1 512 787  | 1 819 459  | 2 071 885  | 2 209 047  | 2 375 116  | 2 454 215  | 2 573 853  |